# Puntate di Un'altra verità
La prima stagione della miniserie televisiva drammatica franco-belga Un'altra verità (J'ai menti), composta da 6 puntate da 52 minuti ciascuna, è stata trasmessa in Belgio su La Une dal 15 al 29 agosto 2021 e in Francia su France 2 dal 6 al 20 ottobre 2021.
In Italia la stagione è andata in onda su Canale 5 dal 27 aprile al 10 maggio 2022 con due puntate in tre prime serate (le prime due serate sono state trasmesse di mercoledì, mentre la terza ed ultima serata è stata spostata di martedì).
| n° | Titolo originale | Titolo italiano | Prima TV       | Prima TV        | Prima TV       |
| n° | Titolo originale | Titolo italiano | Belgio         | Francia         | Italia         |
| -- | ---------------- | --------------- | -------------- | --------------- | -------------- |
| 1  | Épisode 1        | Episodio 1      | 15 agosto 2021 | 6 ottobre 2021  | 27 aprile 2022 |
| 2  | Épisode 2        | Episodio 2      | 15 agosto 2021 | 6 ottobre 2021  | 27 aprile 2022 |
| 3  | Épisode 3        | Episodio 3      | 22 agosto 2021 | 13 ottobre 2021 | 4 maggio 2022  |
| 4  | Épisode 4        | Episodio 4      | 22 agosto 2021 | 13 ottobre 2021 | 4 maggio 2022  |
| 5  | Épisode 5        | Episodio 5      | 29 agosto 2021 | 20 ottobre 2021 | 10 maggio 2022 |
| 6  | Épisode 6        | Episodio 6      | 29 agosto 2021 | 20 ottobre 2021 | 10 maggio 2022 |

## Episodio 1
- Titolo originale: Épisode 1

### Trama
2003: La giovane Audrey e il suo fidanzato entrano furtivamente in una residenza privata sulla costa dei Paesi Baschi. Accidentalmente, scoppia un incendio che si diffonde rapidamente in casa. Spaventati, scappano portando via una preziosa collana. Audrey si ritrova sola nel cuore della notte in mezzo al nulla e viene aggredita da Itsas, un pericoloso serial killer locale. Sopravvive miracolosamente, ma perde la collana.
2019: Audrey, ora madre trentacinquenne e avvocato di Parigi, viene a sapere che a Biarritz è stato ritrovato il corpo di una giovane donna con addosso la stessa collana che lei indossava sedici anni prima, quando fu aggredita. Così decide di tornare lì, nascondendo la verità a suo marito, e diventa l'avvocato dei genitori di Maialen. Anche se non c'è nulla che collega questo omicidio a Itsas, lei è certa che si tratti di lui.
- Ascolti Belgio: telespettatori 212 740[4].
- Ascolti Francia: telespettatori 3 750 000 – share 17,4%[5].
- Ascolti Italia: telespettatori 1 829 000 – share 9,60%[6].

## Episodio 2
- Titolo originale: Épisode 2

### Trama
2003: Audrey è rimasta sconvolta nell'apprendere che il padre di Elaura è rimasto gravemente ustionato durante il suo intervento nell'incendio. Così, quando viene interrogata dal commissario di polizia Joseph Leyrac, mente sul luogo e l'ora dell'aggressione, e fornisce un falso identikit. In questo modo si ritrova intrappolata in una spirale di bugie. Trova un modo per non deprimersi cercando di aiutare la polizia a trovare l'assassino. Approfittando di un momento di distrazione di un poliziotto, Itsas riesce ad avvicinarsi a lei, ma Audrey gli sfugge per un pelo grazie all'arrivo di Joseph. La polizia ha un sospettato, un uomo di nome Cortez. 
2019: Audrey conduce le sue indagini e, parlando con Ana, la migliore amica di Maialen, scopre che trascorreva il suo tempo su siti di incontri per attirare uomini sposati. Pauline sospetta di Guillaume Conan, un uomo sposato che aveva un appuntamento con Maialen. Audrey e Joseph si ritrovano faccia a faccia: Pauline è sua figlia. Il commissario chiede ad Audrey di abbandonare le sue ricerche ed evitare di incontrare Pauline, poliziotta incaricata di indagare sul caso Maialen.
- Ascolti Belgio: telespettatori 212 740[4].
- Ascolti Francia: telespettatori 3 210 000 – share 18,9%[5].
- Ascolti Italia: telespettatori 1 829 000 – share 9,60%[6].

## Episodio 3
- Titolo originale: Épisode 3

### Trama
2003: Audrey cerca di convincersi che Cortez sia Itsas e di dimenticare tutto. Si aggrappa come un boa alla sua relazione con Joseph. Tra loro nasce un'intensa passione, anche se i due sono costretti a vedersi di nascosto. Mentre festeggia l'addio al nubilato di Elaura sulla spiaggia, Audrey ha un attacco di panico. Portata in ospedale, le vengono prescritti ansiolitici.
2019: Poiché Pauline, incinta di otto mesi, ha avuto un malore, la procuratrice  vuole rimuoverla dalle indagini, ma lei riesce a convincerla a farsi affiancare da suo padre, il commissario Leyrac, per aiutarla con le indagini. Al commissariato, Conan confessa di aver incontrato Maialen. Gli aveva teso una trappola con un complice, per rubargli un vaso di valore. Il suo DNA non coincide, quindi è innocente. Le indagini si concentrano sul misterioso fidanzato di Maialen.
- Ascolti Belgio: telespettatori 170 597[4].
- Ascolti Francia: telespettatori 3 340 000 – share 15,9%[7].
- Ascolti Italia: telespettatori 1 525 000 – share 9,50%[8].

## Episodio 4
- Titolo originale: Épisode 4

### Trama
2003: Audrey va da Elaura per scusarsi per quello che è accaduto alla sua festa di addio al nubilato. Fuori dalla casa di Elaura, però, qualcuno è in agguato. Quando i genitori di Elaura, Frank e Marianne, tornano a casa, scoprono che la casa è vuota, non c'è traccia della loro figlia. Poco dopo, il suo corpo viene ritrovato sulla spiaggia: Itsas ha colpito ancora. Nacho Cortez, morto suicida in carcere, era innocente. Da quel momento, un'ondata di odio si abbatte su Audrey e la sua famiglia. Si scopre la verità sulla relazione tra Audrey e Joseph, il quale viene rimosso dalle indagini e cacciato di casa dalla moglie. Audrey è accusata da tutti di essere una mitomane.  Quando scopre che Joseph ha lasciato la Costa Basca, crolla.
2019: Al commissariato, Patxi ha finalmente  confessato: era il fidanzato di Maialen. L'ha trovata in fin di vita nel luogo dell'aggressione, ha tentato di accompagnarla al pronto soccorso, ma quando sono arrivati era già morta. Per paura di essere accusato, ha  lasciato il corpo nella foresta. Ma non l'ha uccisa! Un'auto cerca di investire Audrey, ma Joseph si rifiuta di credere che sia Itsas. Pauline ha un malore. Viene portata in ospedale e le viene vietato di lavorare. Joseph si occupa delle indagini e consiglia a Audrey di tornare a Parigi da suo marito e suo figlio. Nel frattempo, Ana vuole scoprire chi è l'assassino della sua amica. Si registra sulla stessa app di appuntamenti di Maialen. Un ragazzo inquietante le dà un appuntamento.
- Ascolti Belgio: telespettatori 170 597[4].
- Ascolti Francia: telespettatori 2 980 000 – share 16,9%[7].
- Ascolti Italia: telespettatori 1 525 000 – share 9,50%[8].

## Episodio 5
- Titolo originale: Épisode 5

### Trama
2003: Audrey viene rinchiusa in un ospedale psichiatrico. Cerca di chiamare Joseph per raccontargli tutta la verità sulla notte della sua aggressione, ma lui si rifiuta di parlarle. Riesce a scappare dall'ospedale e va a raggiungerlo a Bordeaux. Lì osserva Joseph con sua moglie e sua figlia Pauline. 
2019: L'incontro tra Ana e l'inquietante ragazzo va male. Audrey va a prenderla e le fa promettere di non mettersi più in pericolo. Avverte Mikel, il padre di Ana, dicendogli che sua figlia non sta bene e che si è iscritta su un'app di incontri. Jean, il marito di Audrey, arriva a Biarritz e scopre che i genitori di Audrey sono ancora vivi, contrariamente a quanto lei gli ha sempre detto. Il confronto tra Jean e Audrey è violento. L'unico che crede ad Audrey è Joseph.  Nonostante le sue smentite, tutto suggerisce che Itsas sia Patxi, che Audrey conosceva nel 2003.
- Ascolti Belgio: telespettatori 170 180[4].
- Ascolti Francia: telespettatori 3 300 000 – share 15%[9].
- Ascolti Italia: telespettatori 1 523 000 – share 8,70%[10].

## Episodio 6
- Titolo originale: Épisode 6

### Trama
In un flashback, si vede la sera in cui fu uccisa Maialen. Prima di incontrarsi con Patxi, Maialen vuole cambiarsi d'abito, ma sua madre è in casa, quindi va a cambiarsi a casa di Ana. Lì trova la collana e se la mette al collo. Poi scopre i macabri oggetti di Mikel: delle copertine con i vestiti e le foto delle sue vittime. Spaventata, Maialen scappa. Ma Mikel l'ha vista, la insegue e non ha altra scelta che ucciderla. Prima che possa riprendersi la collana, arriva Patxi. Mikel scappa. Patxi cerca invano di salvare Maialen. Un uomo è testimone di tutto questo: Franck.
Quando Mikel scopre l'app di appuntamenti sul telefono di Ana, scoppia una violenta discussione tra padre e figlia, e le sequestra tutti i suoi mezzi di comunicazione. Ana trova in casa i farmaci che suo padre assume per la castrazione chimica. Convinta che soffra di cancro alla prostata, Ana si confida in lacrime con Audrey, la quale stava per tornare a Parigi, quando si rende conto della verità: Mikel è Itsas! Informa Joseph della sua scoperta. In seguito, Audrey viene rapita da Mikel. È alla sua mercé... ma Joseph la salva. Mikel rapisce sua figlia e fugge con lei. In macchina, Ana provoca un incidente. Grazie a Joseph, Ana si salva, mentre Mikel si suicida. Audrey può finalmente lasciarsi alle spalle il suo triste passato. Suo marito Jean e suo figlio la raggiungono a Biarritz e si riconcilia con i suoi genitori.
- Ascolti Belgio: telespettatori 170 180[4].
- Ascolti Francia: telespettatori 3 030 000 – share 16,4%[9].
- Ascolti Italia: telespettatori 1 523 000 – share 8,70%[10].